# Général Pontey-Nauer
 (août 2025).
Motif : aucune source centrée selon les critères généraux.
- Archive Wikiwix
- Bing
- Cairn
- DuckDuckGo
- E. Universalis
- Gallica
- Google
- G. Books
- G. News
- G. Scholar
- Persée
- Qwant
- (zh) Baidu
- (ru) Yandex
- (wd) trouver des œuvres sur Wikidata

| 1. | Préciser le motif de la pose du bandeau. | Précisez le motif de la pose du bandeau en utilisant la syntaxe suivante : {{admissibilité à vérifier\|date=août 2025\|motif=remplacez ce texte par le motif}}                            |
| 2. | Informer les utilisateurs concernés.     | Pensez à avertir le créateur de l'article, par exemple, en insérant le code ci-dessous sur sa page de discussion : {{subst:avertissement admissibilité à vérifier\|Général Pontey-Nauer}} |

 (août 2023).
La mise en forme du texte ne suit pas les recommandations de Wikipédia : il faut le « wikifier ».
Les points d'amélioration suivants sont les cas les plus fréquents. Le détail des points à revoir est peut-être précisé sur la page de discussion.
- Les titres sont pré-formatés par le logiciel. Ils ne sont ni en capitales, ni en gras.
- Le texte ne doit pas être écrit en capitales (les noms de famille non plus), ni en gras, ni en italique, ni en « petit »…
- Le gras n'est utilisé que pour surligner le titre de l'article dans l'introduction, une seule fois.
- L'italique est rarement utilisé : mots en langue étrangère, titres d'œuvres, noms de bateaux, etc.
- Les citations ne sont pas en italique mais en corps de texte normal. Elles sont entourées par des guillemets français : « et ».
- Les listes à puces sont à éviter, des paragraphes rédigés étant largement préférés. Les tableaux sont à réserver à la présentation de données structurées (résultats, etc.).
- Les appels de note de bas de page (petits chiffres en exposant, introduits par l'outil «  Source ») sont à placer entre la fin de phrase et le point final[comme ça].
- Les liens internes (vers d'autres articles de Wikipédia) sont à choisir avec parcimonie. Créez des liens vers des articles approfondissant le sujet. Les termes génériques sans rapport avec le sujet sont à éviter, ainsi que les répétitions de liens vers un même terme.
- Les liens externes sont à placer uniquement dans une section « Liens externes », à la fin de l'article. Ces liens sont à choisir avec parcimonie suivant les règles définies. Si un lien sert de source à l'article, son insertion dans le texte est à faire par les notes de bas de page.
- La présentation des références doit suivre les conventions bibliographiques. Il est recommandé d'utiliser les modèles {{Ouvrage}}, {{Chapitre}}, {{Article}}, {{Lien web}} et/ou {{Bibliographie}}. Le mode d'édition visuel peut mettre en forme automatiquement les références.
- Insérer une infobox (cadre d'informations à droite) n'est pas obligatoire pour parachever la mise en page.

Pour une aide détaillée, merci de consulter Aide:Wikification.
Si vous pensez que ces points ont été résolus, vous pouvez retirer ce bandeau et améliorer la mise en forme d'un autre article.
 (août 2023).
 (août 2023).
Auguste Nauer, plus connu sous le nom de Général Pontey-Nauer, est une personnalité historique associée à des développements politiques en Europe du XIXe siècle. Né le 10 mars 1790 à Einsiedeln, en Suisse, il a joué un rôle significatif dans le paysage politique transnational de son époque.

## Biographie
Auguste Nauer a grandi dans le cadre pittoresque de la région d'Einsiedeln, entouré par les montagnes et les lacs. Influencé par les idées de philosophes tels que Jean-Jacques Rousseau, il a manifesté un intérêt précoce pour les questions politiques et sociales. Ses voyages à travers la Suisse, y compris dans des villes telles que Zug et les environs du Lac Léman, ont enrichi sa compréhension des enjeux sociopolitiques locaux.
Dans les années 1830, Auguste Nauer a décidé de s'installer en France, plus précisément en Normandie à Vernon. Pour s'intégrer à la société française, il a adopté le nom de Pontey. Durant cette période, la Révolution française avait des répercussions profondes sur la gouvernance et la politique en France.
Sa période la plus influente a été marquée par son séjour en Belgique, en particulier à Bruxelles, vers les années 1830. Sous le nom de Pontey, il a conseillé des figures éminentes telles que Charles Rogier et Alexandre Gendebien. S'inspirant du modèle politique suisse, il a plaidé en faveur d'une gouvernance similaire en Belgique, adaptée à la diversité linguistique du pays. Sa défense d'une démocratie directe et participative a laissé une marque durable sur les débats politiques belges de l'époque.
Auguste Nauer a vécu ses dernières années à Bruxelles, où il a fusionné son identité suisse et française pour devenir le Général Pontey-Nauer. Il a continué à promouvoir ses idéaux de démocratie directe et de participation citoyenne. Son impact a été ressenti dans les discussions politiques et les développements sociaux de la Belgique du XIXe siècle.

## Héritage
Le Général Pontey-Nauer demeure une illustration de l'influence des individus dans le domaine politique. Son parcours souligne l'importance de l'engagement et des idées éclairées pour façonner des sociétés plus équitables et participatives.